# Oizis
En la mitologia grega, Oizys (grec antic: Ὀϊζύς, Oïzús) és la deessa del sofriment, la depressió, l'angoixa, la misèria, l'ansietat, i el dol. És filla de Nix, la deessa de la nit, i la bessona del déu Momus, el déu de la culpa. El seu nom llatí és Miseria, d’on deriva la paraula "misèria". També és la germana menor de la personificació grega del moment, Hèmera. És una deessa menor sense un gran seguiment de culte, però una deessa primordial de la misèria i la depressió, però, amb un cert pes mitològic.